# Nationales biblisches, katechetisches und liturgisches Zentrum
Das Nationale Biblische, Katechetische und Liturgische Zentrum (englisch: National Biblical, Catechetical and Liturgical Centre – NBCLC) ist ein theologisches und pastorales Ausbildungsinstitut unter der Schirmherrschaft der Katholischen Bischofskonferenz von Indien (CBCI). Es befindet sich in Bengaluru, Karnataka, Indien und dient der katholischen Kirche in Indien mit einem Schwerpunkt auf biblischen Studien, Katechese und liturgischer Erneuerung.

## Geschichte
Das National Biblical, Catechetical and Liturgical Centre (NBCLC) wurde im Zuge der Reformen und Erneuerungsbewegungen gegründet, die durch das Zweite Vatikanische Konzil angestoßen wurden. Die Initiative ging auf D. S. Amalorpavadass zurück, der im Oktober 1966 zum ersten Direktor des Zentrums ernannt wurde.
Derzeitiger Direktor des Zentrums ist Antony John Baptist.
Das Zentrum wurde geschaffen, um auf die spirituellen, liturgischen und katechetischen Bedürfnisse der Kirche in Indien zu antworten. Es steht im Dienst der lateinischen Kirche, der syro-malabarischen Kirche und der syro-malankarischen Kirche.
Das NBCLC setzt sich dafür ein, den Dienst am Wort Gottes durch Inkulturation sowie durch den Dialog mit den Religionen, Kulturen und gesellschaftlichen Realitäten Indiens zu kontextualisieren. Es fördert die theologische Ausbildung, die biblische Bildung sowie die Inkulturation von Liturgie und Katechese.